# Cephalotes basalis
Cephalotes basalis é uma espécie de inseto do gênero Cephalotes, pertencente à família Formicidae.